# Axel Borsdorf

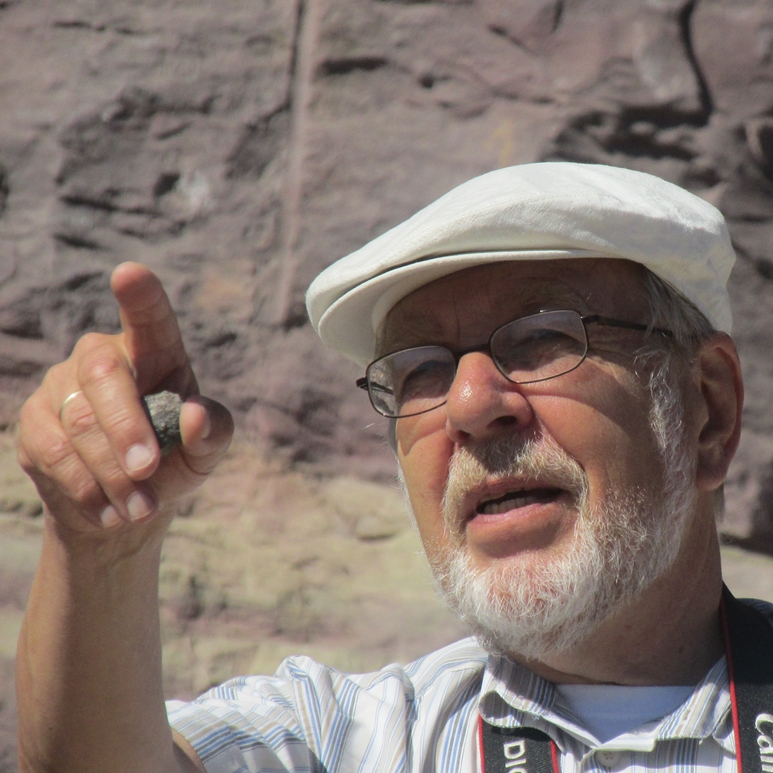
Axel Borsdorf (2016)

Axel Borsdorf (* 8. März 1948 in Volmerdingsen) ist ein deutsch-österreichischer Geograph. Von 1991 bis zu seiner Emeritierung 2014 lehrte er als Universitätsprofessor an der Universität Innsbruck. Bis 2016 wirkte er zudem an der Österreichischen Akademie der Wissenschaften auf den Gebieten der Stadt-, Regional- und Gebirgsforschung.

## Leben

### Studium
Borsdorf belegte von 1968 bis 1974 ein Studium der Fächer Geographie, Germanistik, Geologie sowie Vor- und Frühgeschichte an den Universitäten Göttingen, Valdivia (Chile) und Tübingen. 1976 erfolgte die Promotion zum Dr. phil. bei Herbert Wilhelmy in Tübingen mit einer stadtgeographischen Arbeit über die chilenischen Mittelstädte Valdivia und Osorno, und 1985 die Habilitation und venia legendi für Geographie in Tübingen mit einer regionalgeographischen Arbeit über Aysén in den westpatagonischen Südanden.

### Professur und Gastprofessuren
In den 1980er Jahren war Borsdorf Akademischer Rat am Geographischen Institut der Universität Tübingen und Lehrbeauftragter an der Hochschule für Wirtschaft und Umwelt Nürtingen-Geislingen. 1991 erhielt er einen Ruf auf den Lehrstuhl für Geographie, Universität Innsbruck, als Nachfolger von Adolf Leidlmair. Er erhielt zudem Gastprofessuren an der University of Oregon at Eugene 1986, der Universidad Autónoma de Tamaulipas, Mexiko 1994, der Chulalongkorn University in Bangkok 1995, der Universidad de Chile (Santiago) 2005, der Universität Bern 2006,  der Pontificia Universidad Católica de Chile (Santiago) 2008 und 2013 sowie der Universidad Austral de Chile 2015–2017.
Von 1999 bis 2006 war er Direktor des von Elisabeth Lichtenberger gegründeten Instituts für Stadt- und Regionalforschung der Österreichischen Akademie der Wissenschaften, von 2004 bis 2006 auf der Basis einer Akademieprofessur.
Im Jahr 2006 wurde er Direktor des von ihm gegründeten Instituts für Interdisziplinäre Gebirgsforschung der Österreichischen Akademie der Wissenschaften, das er bis Ende 2016 leitete.

### Forschung
In seiner wissenschaftlichen Arbeit widmet sich Borsdorf der kulturgeographischen Stadt-, Regional- und Gebirgsforschung sowie der geographischen Methodik und Methodologie. Seine Arbeiten folgen häufig dem kulturmorphogenetischen Ansatz, der in den 1920er Jahren von Oskar Schmieder (unter Einfluss von Carl O. Sauer in Berkeley) entwickelt, und von Herbert Wilhelmy auf Städte Lateinamerikas übertragen wurde. Weite Verbreitung fanden seit Ende der 1970er-Jahre Borsdorfs Forschungen zur sozialräumlichen Segregation und Fragmentierung in Lateinamerikanischen Städten, die schließlich 2002 – zusammen mit Jürgen Bähr und Michael Janoschka – zu einer Synthese unterschiedlicher kulturgenetischer Stadtmodelle führten.
In der Gebirgsforschung widmet sich Borsdorf vor allem den Alpen und Anden. Neben der integrativen regionalgeographischen Darstellung untersuchte er vor allem nachhaltige Entwicklungsprozesse in international, national oder privat geführten Schutzgebieten sowie die Auswirkungen der Globalisierung, des Klimawandels, der Konfliktforschung und der Lifestyle-Migration in Gebirgsräumen.
Seine regionalgeographischen Schwerpunkte sind das westliche Südamerika, speziell Chile, und Europa.
Borsdorf war Herausgeber und Mitglied des Redaktionsbeirats mehrerer internationaler Fachjournale. Zudem war er Begründer der Zeitschrift eco.mont – Journal on Protected Mountain Areas Research and Management. Von 1998 bis 2014 war er Mitherausgeber der seit 1853 erscheinenden und damit ältesten noch bestehenden Zeitschrift der Geographie DIE ERDE – Zeitschrift der Gesellschaft für Erdkunde zu Berlin.

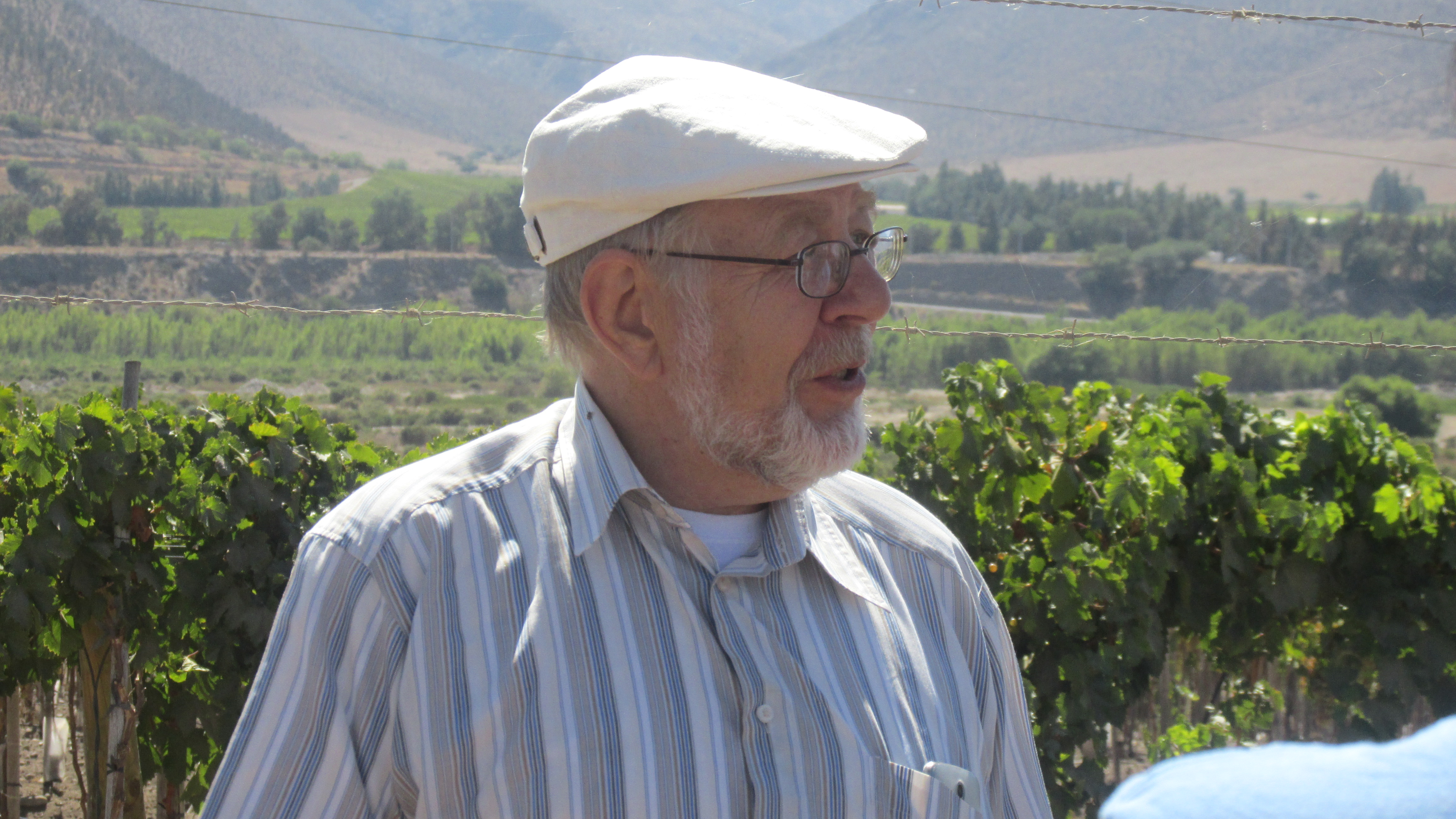
Axel Borsdorf in La Serena

### Mitgliedschaften
- Axel Borsdorf ist Alter Herr der Turnerschaft Salia-Jenensis zu Göttingen.
- Borsdorf war von 1995 bis 2018 wirkliches Mitglied und ist nach seiner Übersiedlung nach Deutschland nun korrespondierendes Mitglied im Ausland der Österreichischen Akademie der Wissenschaften.
- Er war Vizepräsident des Österreichischen Lateinamerika-Instituts
- Er war Vorsitzender des Verbandes der wissenschaftlichen Geographie Österreichs.
- Er war Mitglied des Österreichischen Nationalkomitees Global Change und des Österreichischen Nationalkomitees Man and Biosphere.
- Von 2004 bis 2006 war er als Präsident der Österreichischen Geographischen Gesellschaft tätig.
- Axel Borsdorf ist Mitglied im Netzwerk Wissenschaftsfreiheit.[2]

## Werke (Auswahl)
Borsdorf publizierte 385 Artikel in Journalen und Sammelwerken sowie 18 elektronische Publikationen und 83 Bücher, darunter:
- Chile und die Osterinsel. Kunst- und Reiseführer mit Landeskunde und Exkursionsvorschlägen. Kohlhammer Verlag, Stuttgart/Berlin/Köln/Mainz 1987 ISBN 3-17-009232-4
- Grenzen und Möglichkeiten der räumlichen Entwicklung in Westpatagonien am Beispiel der Region Aisén. Natürliches Potential, Entwicklungshemmnisse und Regionalplanungsstrategien in einem lateinamerikanischen Peripherieraum. Acta Humboldtiana 11, Franz Steiner Verlag, Stuttgart 1987, ISBN 978-3-515-04662-6
- Dritte Welt und Weltwirtschaft. Kurswissen Geographie. 6. Auflage. Ernst Klett Verlag, Stuttgart 1998, ISBN 978-3-12-929530-4
- Lateinamerika – Krise ohne Ende? Innsbrucker Geographische Studien 21, Geographie Innsbruck, Innsbruck 1994, ISBN 978-3-901182-21-1.
- Geographisch denken und wissenschaftlich arbeiten. 3. Auflage. Springer Spektrum, Berlin/Heidelberg 2007, ISBN 978-3-8274-1920-0
- mit G. Krömer, C. Parnreiter (Hrsg.): Lateinamerika im Umbruch. Geistige Strömungen im Globalisierungsstress. Innsbrucker Geographische Studien 32, Geographie Innsbruck, Innsbruck 2005, ISBN 978-3-901182-32-7
- mit P. Zembri (Hrsg.): Structures. European Cities: Insights on Outskirts. COST, Paris 2004, ISBN 978-2-11-085663-0
- mit C. Parnreiter (Hrsg.): International Research on Metropolises. Milestones and Frontiers. ISR Forschungsberichte 29, Austrian Academy of Sciences Press, Wien 2003, ISBN 978-3-7001-3177-9
- mit H. Wilhelmy: Die Städte Südamerikas. Teil 1: Wesen und Wandel. Urbanisierung der Erde 3/1. Gebrüder Bornträger, Stuttgart/Berlin 1984, ISBN 978-3-443-37003-9
- mit H. Wilhelmy: Die Städte Südamerikas. Teil 2: Die urbanen Zentren und ihre Regionen. Urbanisierung der Erde 3/2. Gebrüder Bornträger, Stuttgart/Berlin 1985, ISBN 978-3-443-37004-6
- mit H. Eck: Hindelang - Oberjoch. Wandern rund um den Jochpaß. Bergatreute. 2. erg. Aufl. Verlag Eppe, Bergatreute  1999, ISBN 978-3-89089-550-5
- mit J. Stötter, E. Veulliet (Hrsg.): Managing Alpine Future. Austrian Academy of Sciences Press, Vienna 2008, ISBN 978-3-7001-6571-2
- mit U. Tappeiner, E. Tasser (Hrsg.): Mapping the Alps: Society, Economy, Environment. Springer Spektrum, Berlin/Heidelberg 2008, ISBN 978-3-8274-2004-6
- mit V. Braun, G. Grabherr, B. Scott, J. Stötter (Hrsg.): Challenges for Mountain Regions. Tackling Complexity. Böhlau Verlag, Wien 2010, ISBN 978-3-205-78652-8
- mit O. Bender: Allgemeine Siedlungsgeographie. Böhlau Verlag, Wien 2010, (=UTB) ISBN 978-3-8252-3396-9
- mit Christoph Stadel: Die Anden. Ein geographisches Porträt. Springer Spektrum, Berlin/Heidelberg 2013, ISBN 978-3-8274-2457-0
- mit V. Grover, J. Breuste, P. Tiwari, F. Witkowski (Hrsg.): Impact of Global Changes on Mountains: Responses and Adaptation. CRC Press, Boca Raton 2015, ISBN 978-1-4822-0890-0
- mit Christoph Stadel: The Andes. A geographical portrait. Springer, Berlin/Heidelberg 2015, ISBN 978-3-319-03530-7
- mit M. Jungmeier, C., V. Braun, K. Heinrich (Hrsg.): Biosphäre 4.0. UNESCO Biosphere Reserves als Modellregionen einer nachhaltigen Entwicklung. Springer, Berlin/Heidelberg 2020. ISBN 978-3-662-60706-0
- mit C. Marchant, A. Rovira, R. Sánchez (Hrsg.): Chile cambiando. Revisitando la Geografía regional de Wolfgang Weischet. GEOlibros 36, Pontificia Universidad Católica de Chile, Santiago de Chile ISBN 978-956-14-2718-1

## Auszeichnungen
- 2010 wurde er als Austrian Champion of European Research ausgezeichnet.
- Die Innsbrucker Geographische Gesellschaft ernannte ihn 2014 zum Ehrenvorsitzenden.
- Seit 2015 ist er Ehrenmitglied des Long Term Ecological Research Austria[3].
- 2016  erhielt er die Franz-von-Hauer-Medaille der Österreichischen Geographischen Gesellschaft.
- Seit 2024 ist er Ehrenmitglied des Steering Committees der IGU Commission of Mountain Studies[4].

## Festschriften
- Johann Stötter & Martin Coy (Hrsg.): Die Welt verstehen – eine geographische Herausforderung. Eine Festschrift der Geographie Innsbruck für Axel Borsdorf. Innsbrucker Geographische Studien 40. Innsbruck 2016. ISBN 978-3-901182-43-3
- Rafael Sánchez, Rodrigo Hidalgo & Federico Arenas (eds.): Re-conociendo las geografías de América Latina y el Caribe. GEOlibros 24. Santiago de Chile 2017. ISBN 978-956-14-2051-9